# Red Red Wine
Red Red Wine is een nummer van de Amerikaanse singer-songwriter Neil Diamond. Het verscheen op zijn album Just for You uit 1967. In maart 1968 werd het nummer uitgebracht als de vijfde single van het album. In 1983 werd het nummer gecoverd door UB40 voor hun album Labour of Love. Op 8 augustus van dat jaar werd het uitgebracht als de eerste single van het album.

## Achtergrond
"Red Red Wine" wordt gezongen vanuit het perspectief van iemand die rode wijn drinkt om alle zorgen om zich heen te vergeten. Het nummer werd oorspronkelijk niet uitgebracht als single, maar nadat Diamond zijn platenmaatschappij Bang Records in 1968 verliet, bleef deze nog een aantal singles van hem uitbrengen. Vaak werden er nieuwe instrumentale stukken en achtergrondvocalen aan toegevoegd aan albumtracks van de twee albums die Diamond uitbracht bij Bang. Bij "Red Red Wine" voegde Bang een achtergrondkoor toe aan de single zonder medeweten of toestemming van Diamond. Desondanks behaalde deze versie de 62e plaats in de Amerikaanse hitlijsten, maar werd het nooit op een album uitgebracht. Wel werd een liveversie opgenomen en uitgebracht op het verzamelalbum The Greatest Hits (1966-92).

### Andere uitvoeringen
- In 1968 werd het nummer gecoverd door Tee Set-zanger Peter Tetteroo voor zijn debuutsingle als solozanger. Als achtergrondzangeressen zijn Patricia en Yvonne Paay te horen. Het bleek ook zijn enige single te zijn die de hitlijsten zou behalen, met een zesde plaats in de Nederlandse Top 40 en een vijfde plek in de Parool Top 20 op Hilversum 3. Ook in Vlaanderen werd het nummer een hit met de zestiende plaats als hoogste notering.

- In 1969 werd het nummer opgenomen door de Jamaicaanse zanger Tony Tribe, die het nummer omzette in een reggae-arrangement. Hij behaalde hiermee de 46e plaats in het Verenigd Koninkrijk.

- In 1970 scoorde Vic Dana een kleine hit met het nummer, met de 72e plaats in de Verenigde Staten als hoogtepunt.

- Roy Drusky behaalde met zijn versie uit 1972 de top 20 in zowel de Amerikaanse als de Canadese countrylijsten.

- Lieve Hugo zong het in 1975 als livenummer in de zesde aflevering uit de televisieserie Klaverweide.

### Uitvoering van UB40
Verreweg de bekendste cover van "Red Red Wine" is gemaakt door de Britse reggaeband UB40, dat het in 1983 op hun coveralbum Labour of Love zette. Volgens UB40-lid Astro, voormalig zanger en trompetspeler van de groep, kenden zij alleen de versie van Tony Tribe en wisten zij niet dat het nummer was geschreven door Neil Diamond. Hij zei hierover: "Zelfs toen we zagen dat het nummer werd geschreven door 'N. Diamond', dachten we dat het een Jamaicaanse artiest was met de naam Negus Diamond". Deze cover heeft een lichtere reggaesound dan de sombere akoestische ballad van Diamond. Deze versie bevatte een rap van Astro, met de opening "Red red wine, you make me feel so fine, you keep me rocking all of the time", welke uit de singleversie van het nummer werd geknipt.
De versie van UB40 werd  wereldwijd een gigantische hit. In thuisland het Verenigd Koninkrijk bereikte de plaat de nummer 1-positie in de UK Singles Chart. In de Verenigde Staten echter kwam de plaat in 1983 niet verder dan de 34e positie, maar nadat UB40 het nummer live uitvoerde tijdens het concert ter ere van de zeventigste verjaardag van Nelson Mandela, behaalde de plaat in 1988 alsnog de eerste positie in de Billboard Hot 100.
In Nederland werd de plaat veel gedraaid op Hilversum 3 en werd een enorme hit. De plaat bereikte de nummer 1-positie in zowel de Nederlandse Top 40 als de Nationale Hitparade en de TROS Top 50. In de Europese hitlijst op Hilversum 3, de TROS Europarade, bereikte de plaat de 4e positie.
In België bereikte de plaat de nummer 1-positie in zowel de Vlaamse Ultratop 50 als de Vlaamse Radio 2 Top 30.
Neil Diamond heeft gezegd dat het een van zijn favoriete covers is van een van zijn nummers, en tijdens live-optredens zong hij het nummer ook vaak in dit reggae-arrangement.
In 2023 bracht UB40 een nieuwe versie uit met zanger Matt Doyle als indirecte opvolger van Ali Campbell die zijn eigen UB40 was begonnen.

## Hitnoteringen

### Peter Tetteroo

#### Nederlandse Top 40
| Hitnotering: 09-11-1968 t/m 11-01-1969 | Hitnotering: 09-11-1968 t/m 11-01-1969 | Hitnotering: 09-11-1968 t/m 11-01-1969 | Hitnotering: 09-11-1968 t/m 11-01-1969 | Hitnotering: 09-11-1968 t/m 11-01-1969 | Hitnotering: 09-11-1968 t/m 11-01-1969 | Hitnotering: 09-11-1968 t/m 11-01-1969 | Hitnotering: 09-11-1968 t/m 11-01-1969 | Hitnotering: 09-11-1968 t/m 11-01-1969 | Hitnotering: 09-11-1968 t/m 11-01-1969 | Hitnotering: 09-11-1968 t/m 11-01-1969 | Hitnotering: 09-11-1968 t/m 11-01-1969 |
| Week                                   | 1                                      | 2                                      | 3                                      | 4                                      | 5                                      | 6                                      | 7                                      | 8                                      | 9                                      | 10                                     |                                        |
| -------------------------------------- | -------------------------------------- | -------------------------------------- | -------------------------------------- | -------------------------------------- | -------------------------------------- | -------------------------------------- | -------------------------------------- | -------------------------------------- | -------------------------------------- | -------------------------------------- | -------------------------------------- |
| Positie                                | 25                                     | 15                                     | 11                                     | 8                                      | 6                                      | 6                                      | 7                                      | 14                                     | 19                                     | 25                                     | uit                                    |

#### Parool Top 20 Hilversum 3
| Hitnotering: 16-11-1968 t/m 04-01-1969 | Hitnotering: 16-11-1968 t/m 04-01-1969 | Hitnotering: 16-11-1968 t/m 04-01-1969 | Hitnotering: 16-11-1968 t/m 04-01-1969 | Hitnotering: 16-11-1968 t/m 04-01-1969 | Hitnotering: 16-11-1968 t/m 04-01-1969 | Hitnotering: 16-11-1968 t/m 04-01-1969 | Hitnotering: 16-11-1968 t/m 04-01-1969 | Hitnotering: 16-11-1968 t/m 04-01-1969 | Hitnotering: 16-11-1968 t/m 04-01-1969 |
| Week                                   | 1                                      | 2                                      | 3                                      | 4                                      | 5                                      | 6                                      | 7                                      | 8                                      |                                        |
| -------------------------------------- | -------------------------------------- | -------------------------------------- | -------------------------------------- | -------------------------------------- | -------------------------------------- | -------------------------------------- | -------------------------------------- | -------------------------------------- | -------------------------------------- |
| Positie                                | 17                                     | 12                                     | 7                                      | 5                                      | 7                                      | 7                                      | 13                                     | 18                                     | uit                                    |

### UB40

#### Nederlandse Top 40
| Hitnotering: 10-09-1983 t/m 19-11-1983 | Hitnotering: 10-09-1983 t/m 19-11-1983 | Hitnotering: 10-09-1983 t/m 19-11-1983 | Hitnotering: 10-09-1983 t/m 19-11-1983 | Hitnotering: 10-09-1983 t/m 19-11-1983 | Hitnotering: 10-09-1983 t/m 19-11-1983 | Hitnotering: 10-09-1983 t/m 19-11-1983 | Hitnotering: 10-09-1983 t/m 19-11-1983 | Hitnotering: 10-09-1983 t/m 19-11-1983 | Hitnotering: 10-09-1983 t/m 19-11-1983 | Hitnotering: 10-09-1983 t/m 19-11-1983 | Hitnotering: 10-09-1983 t/m 19-11-1983 | Hitnotering: 10-09-1983 t/m 19-11-1983 |
| Week                                   | 1                                      | 2                                      | 3                                      | 4                                      | 5                                      | 6                                      | 7                                      | 8                                      | 9                                      | 10                                     | 11                                     |                                        |
| -------------------------------------- | -------------------------------------- | -------------------------------------- | -------------------------------------- | -------------------------------------- | -------------------------------------- | -------------------------------------- | -------------------------------------- | -------------------------------------- | -------------------------------------- | -------------------------------------- | -------------------------------------- | -------------------------------------- |
| Positie                                | 27                                     | 10                                     | 3                                      | 1                                      | 1                                      | 1                                      | 2                                      | 3                                      | 10                                     | 18                                     | 34                                     | uit                                    |

#### Nationale Hitparade
| Hitnotering: 03-09-1983 t/m 26-11-1983 | Hitnotering: 03-09-1983 t/m 26-11-1983 | Hitnotering: 03-09-1983 t/m 26-11-1983 | Hitnotering: 03-09-1983 t/m 26-11-1983 | Hitnotering: 03-09-1983 t/m 26-11-1983 | Hitnotering: 03-09-1983 t/m 26-11-1983 | Hitnotering: 03-09-1983 t/m 26-11-1983 | Hitnotering: 03-09-1983 t/m 26-11-1983 | Hitnotering: 03-09-1983 t/m 26-11-1983 | Hitnotering: 03-09-1983 t/m 26-11-1983 | Hitnotering: 03-09-1983 t/m 26-11-1983 | Hitnotering: 03-09-1983 t/m 26-11-1983 | Hitnotering: 03-09-1983 t/m 26-11-1983 | Hitnotering: 03-09-1983 t/m 26-11-1983 | Hitnotering: 03-09-1983 t/m 26-11-1983 |
| Week                                   | 1                                      | 2                                      | 3                                      | 4                                      | 5                                      | 6                                      | 7                                      | 8                                      | 9                                      | 10                                     | 11                                     | 12                                     | 13                                     |                                        |
| -------------------------------------- | -------------------------------------- | -------------------------------------- | -------------------------------------- | -------------------------------------- | -------------------------------------- | -------------------------------------- | -------------------------------------- | -------------------------------------- | -------------------------------------- | -------------------------------------- | -------------------------------------- | -------------------------------------- | -------------------------------------- | -------------------------------------- |
| Positie                                | 45                                     | 28                                     | 12                                     | 4                                      | 3                                      | 1                                      | 1                                      | 1                                      | 3                                      | 5                                      | 11                                     | 21                                     | 28                                     | uit                                    |

#### TROS Top 50
Hitnotering: 01-09-1983 t/m 24-11-1983. Hoogste notering: #1 (3 weken).

#### TROS Europarade
Hitnotering: 18-09-1983 t/m 01-01-1984. Hoogste notering: #4 (1 week).

#### NPO Radio 2 Top 2000
| Nummer met noteringen in de NPO Radio 2 Top 2000 | '99 | '00 | '01 | '02 | '03 | '04 | '05 | '06 | '07 | '08 | '09 | '10 | '11 | '12 | '13 | '14 | '15 | '16 | '17 | '18 | '19 | '20 | '21 | '22 | '23 | '24 |
| ------------------------------------------------ | --- | --- | --- | --- | --- | --- | --- | --- | --- | --- | --- | --- | --- | --- | --- | --- | --- | --- | --- | --- | --- | --- | --- | --- | --- | --- |
| Red Red Wine                                     | 480 | 427 | 660 | 471 | 586 | 373 | 562 | 541 | 691 | 535 | 691 | 629 | 744 | 912 | 665 | 699 | 743 | 684 | 664 | 601 | 670 | 592 | 544 | 721 | 656 | 839 |

1. ↑  Een vetgedrukt getal geeft de hoogste notering aan.